# Euglossa paisa
Euglossa paisa är en biart som beskrevs av Martín J. Ramírez 2005. Euglossa paisa ingår i släktet Euglossa, tribus orkidébin, och familjen långtungebin. Inga underarter finns listade.